# Giro di Romagna 1972
Il Giro di Romagna 1972, quarantottesima edizione della corsa, si svolse il 1º maggio 1972 su un percorso di 238 km. La vittoria fu appannaggio dell'italiano Pietro Guerra, che completò il percorso in 5h34'33", precedendo i connazionali Mauro Simonetti e Wilmo Francioni.

## Ordine d'arrivo (Top 10)
| Pos. | Corridore              | Squadra   | Tempo    |
| ---- | ---------------------- | --------- | -------- |
| 1    | Pietro Guerra          | Salvarani | 5h34'33" |
| 2    | Mauro Simonetti        | Ferretti  | a 8"     |
| 3    | Wilmo Francioni        | Ferretti  | a 12"    |
| 4    | Arnaldo Caverzasi      | Filotex   | s.t.     |
| 5    | Felice Gimondi         | Salvarani | s.t.     |
| 6    | Giancarlo Polidori     | Scic      | s.t.     |
| 7    | Italo Zilioli          | Salvarani | s.t.     |
| 8    | Romano Tumellero       | Dreher    | s.t.     |
| 9    | Luis Pedro Santamarina | Werner    | s.t.     |
| 10   | Antonio Salutini       | Ferretti  | s.t.     |